# Arbejdsmarkedsøkonomi
Arbejdsmarkedsøkonomi er den gren af den økonomiske videnskab, som beskæftiger sig med arbejdsmarkedets funktionsmåde. Arbejdsmarkedsøkonomien undersøger bl.a., hvilke faktorer der bestemmer løn og beskæftigelse på de enkelte virksomheder, og hvordan arbejdsløshed opstår.

## Typiske emneområder
Blandt typiske arbejdsmarkedsøkonomiske emner er
- Lønforskelle mellem lønmodtagere med forskellig uddannelse og køn
- Hvilke faktorer afgør faglig og geografisk mobilitet
- Hvad er konsekvenserne af øget indvandring
- Arbejdstid, ferie og fravær
- Uddannelse og arbejdsstyrke
- Løndannelse, lønstruktur og ligeløn
- Betydningen af forskellige lønsystemer
- Arbejdsløshed, løndannelse og inflation
- Fagforeninger, arbejdsgiverorganisationer og overenskomstforhandlinger
- Den danske model

## Arbejdsmarkedets funktionsmåde
Fra en økonomisk synsvinkel er arbejdsmarkedet et faktormarked, dvs. et marked for en produktionsfaktor som modsætning til et varemarked, hvor forbrugsgoder sælges og købes. Udbyderne på arbejdsmarkedet er arbejdssøgende personer, der udbyder deres arbejdskraft, og efterspørgerne er virksomheder, der gerne vil anvende denne arbejdskraft i deres produktionsproces.

### Fuldkommen konkurrence
I begynderlærebøger bliver arbejdsmarkedet ofte fremstillet som et marked med fuldkommen konkurrence, dvs. et velfungerende marked uden markedsfejl. Mens dette næppe er en realistisk beskrivelse af almindelige arbejdsmarkeder, kan det være et nyttigt benchmark, som mere realistiske arbejdsmarkedsmodeller kan sammenlignes med. Et arbejdsmarked med fuldkommen konkurrence kan fremstilles i et traditionelt efterspørgsels-/udbudsdiagram, hvor prisen på arbejdskraft, dvs. lønnen, clearer markedet, sådan at udbuddet af og efterspørgslen efter arbejdskraft vil være lige store i ligevægt. På et arbejdsmarked med fuldkommen konkurrence eksisterer dermed ikke ufrivillig ledighed. Profitmaksimerende virksomheder vil efterspørge arbejdskraft indtil det punkt, hvor gevinsten ved at ansætte den sidste arbejder vil være lig med omkostningen ved at ansætte hende. Omkostningen er lig med den løn, arbejderen skal have for sin indsats, mens gevinsten er lig med den stigning i virksomhedens salgsindtægter, som arbejderen vil give anledning til. Stigningen i salgsindtægterne som følge af at ansætte en ekstra arbejder kaldes også marginalomsætningsproduktet og er lig med produktet af arbejderens marginalprodukt (det antal varer, arbejderen kan fremstille) og virksomhedens marginalomsætning, dvs. ændringen i virksomhedens omsætning som følge af, at den fremstiller og sælger et ekstra eksemplar af varen.

### Markedsmagt på udbuds- eller efterspørgselssiden
Hvis arbejdstagerne slutter sig sammen i større grupper, kan de påvirke løndannelsen og dermed sikre sig bedre vilkår. Det er den grundlæggende ide i fagforeninger. Fagforeninger virker dermed i retning af at begrænse konkurrencen på arbejdsmarkedet ved at give den ene part (fagforeningen) markedsmagt. Er alle arbejdstagere på et bestemt delarbejdsmarked medlem af samme fagforeningen, er der tale om en monopolfagforening. En sådan kan bestemme lønnen på markedet på samme måde, som en monopolvirksomhed bestemmer prisen for sine produkter på arbejdsmarkedet.
Tilsvarende vil arbejdsgivere, der slutter sig sammen i arbejdsgiverorganisationer, kunne påvirke lønforholdene på arbejdsmarkedet til deres fordel. I dette tifælde er der tale om monopsonmagt. Tilsvarende vil en virksomhed, der er den eneste arbejdsgiver af betydning i et geografisk område, kunne optræde som monopsonist på det lokale arbejdsmarked og derved bevirke en ligevægtsløn, der er lavere end arbejdernes marginalomsætningsprodukt.

### Asymmetrisk information (effektivitetslønmodeller)
I såkaldte effektivitetslønmodeller (efter det engelske udtryk efficiency wages) har profitmaksimerende arbejdsgivere en interesse i frivilligt at give deres medarbejdere en højere aflønning end det markedsclearende niveau, fordi den højere løn fremmer arbejdernes produktivitet. Det kan bl.a. være tilfældet i modeller med asymmetrisk information, hvor arbejdstagernes flid kan afhænge af deres frygt for at blive afskediget.

### Søgemodeller
Søge- og matchingmodeller på arbejdsmarkedet bygger på, at såvel virksomheder som arbejdstagere er forskellige med forskellige karakteristikker. Når der er ufuldstændig information, er det derfor en tidkrævende proces for en virksomhed at finde den rette medarbejder til en ledig stilling, og tilsvarende set fra arbejdstagerens synspunkt at finde den virksohed, man helst vil være ansat i.

## Løndannelse
Løndannelsen vil afhænge af, hvilken model der anses for at være relevant for det pågældende arbejdsmarked. I de fleste tilfælde vil løndannelsen være et forhandlingsspørgsmål, hvor arbejdstagernes forhandlingsposition vil afhænge af forskellige arbejdsmarkedsforhold. Således vil en stigning i arbejdsløsheden størrelse påvirke forhandlingspositionen og dermed lønniveauet negativt. Niveauet og reglerne forbundet med at modtage arbejdsløshedsdagpenge et et andet eksempel på et forhold, der også vil spille en rolle. Over tid vil lønniveauet have en tendens til at stige i takt med produktivitetsudviklingen, fordi højere produktivitet også forøger den gennemsnitlige arbejders marginalprodukt.

## Arbejdsløshed
Arbejdsløshed kan skyldes forskellige forhold. Der skelnes typisk mellem konjunkturelt betinget ledighed, der vil være positiv i lavkonjunkturer og negativ i højkonjunkturer, og strukturel ledighed. Strukturledigheden er det arbejdsløshedsniveau, der er i en økonomi, der befinder sig i en konjunkturneutral situation. Arbejdsløshed angiver, at der flere, der ønsker at arbejde under de gældende vilkår å arbejdsmarkedet (herunder de gældende lønforhold), end der er beskæftigelse til. Arbejdsløshed indikerer altså, at udbuddet af arbejdskraft er større end efterspørgslen efter den ved den givne løn. Mens der som nævnt pr. konstruktion ikke kan være arbejdsløshed på et arbejdsmarked med fuldkommen konkurrence, fordi der her altid vil være markedsclearing, kan der i de øvrige nævnte arbejdsmarkedsmodeller alle være en ligevægtssituation, hvor udbuddet overstiger efterspørgslen på arbejdsmarkedet, og der dermed er en positiv ledighed. Da der normalt er arbejdsløshed i de fleste moderne samfundsøkonomier, bruges dette ofte netop som en tydelig indikation af, at der ikke hersker fuldkomne konkurrenceforhold på arbejdsmarkederne.

## Nobelpristagere indenfor arbejdsmarkedsøkonomi
Nobelprisen i økonomi er adskillige gange blevet givet til forskere i arbejdsmarkedsøkonomi til banebrydende bidrag indenfor området. Det gælder i særdeleshed prisuddelingen i 2010, der blev delt mellem Peter A. Diamond, Dale T. Mortensen og Christopher A. Pissarides for deres analyse af arbejdsmarkeder med søgefriktioner. Andre kendte Nobelpristagere, der har ydet bidrag indenfor arbejdsmarkedsøkonomien, er Gary Becker (Nobelprisen i 1992), der er en af grundlæggerne af teorien om opbygning af humankapital, og Joseph Stiglitz (Nobelprisen i 1991), der har forsket indenfor arbejdsmarkeder med asymmetrisk information og deraf følgende effektivitetsaflønning.